# Cofersa

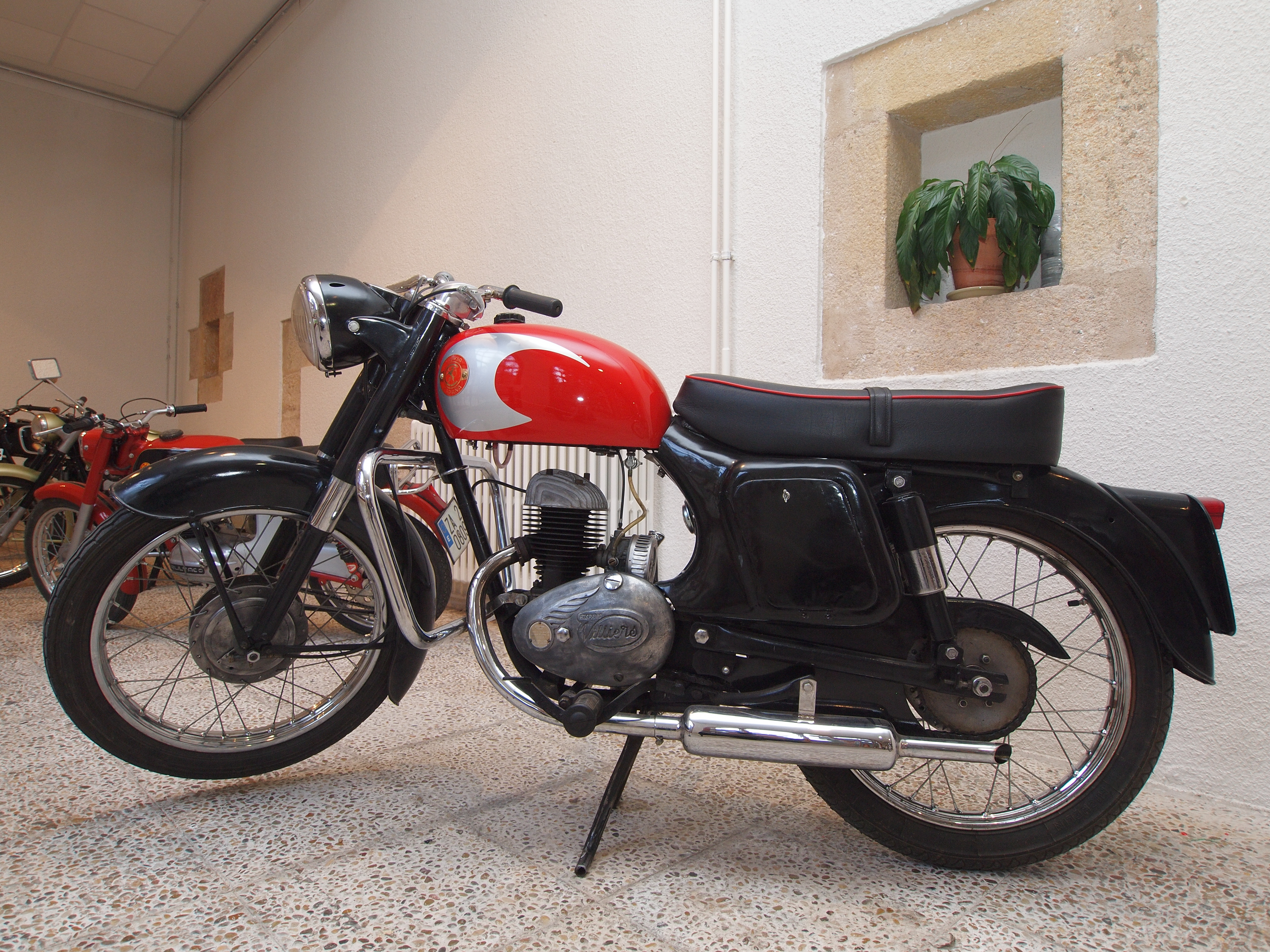
Cofersa uit 1955

Cofersa is een Spaans historisch merk van lichte motorfietsen.
De bedrijfsnaam was: Motocicletas Cofersa in Madrid
Cofersa maakte vanaf 1953 lichte motorfietsen met cilinderinhouden van 100- tot 175 cc. Daarnaast was er een zwaarder model met een in licentie gebouwde Villiers-motor (waarschijnlijk een Hispano-Villiers), dat in 1957 op de markt kwam. In 1960 verdween het merk Cofersa van de markt.